# Hacıalılı (Samux)
Hacıalılı è un comune dell'Azerbaigian situato nel distretto di Samux. Conta una popolazione di 1.097 abitanti.